# Robert Osterloh
Robert Osterloh (Pittsburgh, 31 maggio 1918 – Los Osos, 16 aprile 2001) è stato un attore statunitense.
È stato accreditato anche con i nomi Bob Osterloh e Robert Edward Osterloh.

## Filmografia

### Cinema
- Incident, regia di William Beaudine (1948)
- Pazzia (The Dark Past), regia di Rudolph Maté (1948)
- I Cheated the Law, regia di Edward L. Cahn (1949)
- Mani lorde (The Undercover Man), regia di Joseph H. Lewis (1949)
- Malerba (City Across the River), regia di Maxwell Shane (1949)
- Solo contro il mondo (The Doolins of Oklahoma), regia di Gordon Douglas (1949)
- Trafficanti di uomini (Illegal Entry), regia di Frederick De Cordova (1949)
- Doppio gioco (Criss Cross), regia di Robert Siodmak (1949)
- La furia umana (White Heat), regia di Raoul Walsh (1949)
- Pinky, la negra bianca (Pinky), regia di Elia Kazan (1949)
- La sanguinaria (Deadly Is the Female), regia di Joseph H. Lewis (1950)
- The Palomino, regia di Ray Nazarro (1950)
- Harbor of Missing Men, regia di R.G. Springsteen (1950)
- Mondo equivoco (711 Ocean Drive), regia di Joseph M. Newman (1950)
- L'amante (A Lady Without Passport), regia di Joseph H. Lewis (1950)
- Il messicano (Right Cross), regia di John Sturges (1950)
- Il segreto del carcerato (Southside 1-1000), regia di Boris Ingster (1950)
- Uniti nella vendetta (The Great Missouri Raid), regia di Gordon Douglas (1951)
- La roccia di fuoco (New Mexico), regia di Irving Reis (1951)
- Storia di un detective (The Fat Man), regia di William Castle (1951)
- Sciacalli nell'ombra (The Prowler), regia di Joseph Losey (1951)
- No Questions Asked, regia di Harold F. Kress (1951)
- La bambina nel pozzo (The Well), regia di Leo Popkin e Russell Rouse (1951)
- Ultimatum alla Terra (The Day the Earth Stood Still), regia di Robert Wise (1951)
- A sud rullano i tamburi (Drums in the Deep South), regia di William Cameron Menzies (1951)
- Non cedo alla violenza (Cave of Outlaws), regia di William Castle (1951)
- Duello nella foresta (Red Skies of Montana), regia di Joseph M. Newman (1952)
- Gli ammutinati dell'Atlantico (Mutiny), regia di Edward Dmytryk (1952)
- Operazione Z (One Minute to Zero), regia di Tay Garnett (1952)
- The Ring, regia di Kurt Neumann (1952)
- I contrabbandieri del Kenia (The Royal African Rifles), regia di Lesley Selander (1953)
- Private Eyes, regia di Edward Bernds (1953)
- La ragazza da 20 dollari (Wicked Woman), regia di Russell Rouse (1953)
- Il selvaggio (The Wild One), regia di László Benedek (1953)
- Rivolta al blocco 11 (Riot in Cell Block 11), regia di Don Siegel (1954)
- Johnny Guitar, regia di Nicholas Ray (1954)
- I sette ribelli (Seven Angry Men), regia di Charles Marquis Warren (1955)
- I cadetti della 3ª brigata (An Annapolis Story), regia di Don Siegel (1955)
- Sabato tragico (Violent Saturday), regia di Richard Fleischer (1955)
- Sangue caldo (Man with the Gun), regia di Richard Wilson (1955)
- L'invasione degli ultracorpi (Invasion of the Body Snatchers), regia di Don Siegel (1956)
- Esecuzione al tramonto (Star in the Dust), regia di Charles F. Haas (1956)
- Johnny Concho, regia di Don McGuire (1956)
- Hot Cars, regia di Don McDougall (1956)
- The Desperados Are in Town, regia di Kurt Neumann (1956)
- Faccia d'angelo (Baby Face Nelson), regia di Don Siegel (1957)
- Il forte del massacro (Fort Massacre), regia di Joseph M. Newman (1958)
- I fuorilegge della polizia (The Case Against Brooklyn), regia di Paul Wendkos (1958)
- I Bury the Living, regia di Albert Band (1958)
- Ultima notte a Warlock (Warlock), regia di Edward Dmytryk (1959)
- ...e l'uomo creò Satana (Inherit the Wind), regia di Stanley Kramer (1960)
- Io sono Dillinger (Young Dillinger), regia di Terry Morse (1965)
- Il tramonto di un idolo (The Oscar), regia di Russell Rouse (1966)
- Agente 4K2 chiede aiuto (Warning Shot), regia di Buzz Kulik (1967)
- Rosemary's Baby - Nastro rosso a New York (Rosemary's Baby), regia di Roman Polański (1968)
- L'uomo dalla cravatta di cuoio (Coogan's Bluff), regia di Don Siegel (1968)

### Televisione
- The Bigelow Theatre – serie TV, un episodio (1951)
- The Colgate Comedy Hour – serie TV, un episodio (1952)
- Rebound – serie TV, 3 episodi (1952)
- Footlights Theater – serie TV, un episodio (1952)
- The Unexpected – serie TV, un episodio (1952)
- The Doctor – serie TV, episodio 1x07 (1952)
- Your Jeweler's Showcase – serie TV, un episodio (1952)
- The Files of Jeffrey Jones – serie TV, un episodio (1952)
- Schlitz Playhouse of Stars – serie TV, 3 episodi (1953-1954)
- Cavalcade of America – serie TV, 2 episodi (1953-1957)
- My Hero – serie TV, un episodio (1953)
- I segreti della metropoli (Big Town) – serie TV, un episodio (1953)
- Your Favorite Story – serie TV, un episodio (1953)
- Chevron Theatre – serie TV, 2 episodi (1953)
- You Are There – serie TV, un episodio (1953)
- Four Star Playhouse – serie TV, un episodio (1953)
- The Public Defender – serie TV, 3 episodi (1954-1955)
- Waterfront – serie TV, un episodio (1954)
- For the Defense – film TV (1954)
- Mr. & Mrs. North – serie TV, un episodio (1954)
- Fireside Theatre – serie TV, un episodio (1954)
- The Lone Wolf – serie TV, un episodio (1954)
- Medic – serie TV, un episodio (1954)
- The Whistler – serie TV, 2 episodi (1954)
- Crown Theatre with Gloria Swanson – serie TV, un episodio (1954)
- TV Reader's Digest – serie TV, 3 episodi (1955-1956)
- The Man Behind the Badge – serie TV, un episodio (1955)
- The Star and the Story – serie TV, episodio 1x12 (1955)
- Stage 7 – serie TV, episodio 1x18 (1955)
- Soldiers of Fortune – serie TV, un episodio (1955)
- General Electric Theater – serie TV, episodio 4x07 (1955)
- Celebrity Playhouse – serie TV, episodio 1x10 (1955)
- Jane Wyman Presents the Fireside Theatre – serie TV, 4 episodi (1956-1958)
- Crusader – serie TV, 2 episodi (1956)
- Ethel Barrymore Theater – serie TV, un episodio (1956)
- Perry Mason – serie TV, 2 episodi (1957-1959)
- Carovane verso il West (Wagon Train) – serie TV, 5 episodi (1957-1964)
- The 20th Century-Fox Hour – serie TV, episodio 2x13 (1957)
- Code 3 – serie TV, un episodio (1957)
- Tales of Wells Fargo – serie TV, 2 episodi (1958-1962)
- Target – serie TV, episodio 1x02 (1958)
- Playhouse 90 – serie TV, un episodio (1958)
- Gunsmoke - serie TV, episodio 3x32 (1958)
- Gli intoccabili (The Untouchables) – serie TV, 2 episodi (1959-1961)
- The Deputy – serie TV, 3 episodi (1959-1961)
- Man with a Camera – serie TV, episodio 1x15 (1959)
- Alcoa Presents: One Step Beyond – serie TV, un episodio (1959)
- F.B.I. contro Al Capone (The Scarface Mob) – film TV (1959)
- Westinghouse Desilu Playhouse – serie TV, episodi 1x20-1x21 (1959)
- Tightrope – serie TV, episodio 1x04 (1959)
- Il tenente Ballinger (M Squad) – serie TV, un episodio (1959)
- Bonanza – serie TV, un episodio (1959)
- The Lawless Years – serie TV, un episodio (1959)
- Lo sceriffo indiano (Law of the Plainsman) – serie TV, episodio 1x08 (1959)
- June Allyson Show (The DuPont Show with June Allyson) – serie TV, episodio 1x14 (1959)
- U.S. Marshal – serie TV, un episodio (1960)
- This Man Dawson – serie TV, episodio 1x13 (1960)
- Markham – serie TV, un episodio (1960)
- Men Into Space – serie TV, episodio 1x21 (1960)
- The Rifleman – serie TV, un episodio (1960)
- Laramie – serie TV, un episodio (1960)
- Hotel de Paree – serie TV, un episodio (1960)
- Ricercato vivo o morto (Wanted: Dead or Alive) – serie TV, episodio 2x32 (1960)
- Thriller – serie TV, episodio 1x05 (1960)
- Scacco matto (Checkmate) - serie TV, episodio 1x04 (1960)
- The Brothers Brannagan – serie TV, un episodio (1961)
- Coronado 9 – serie TV, un episodio (1961)
- The Roaring 20's – serie TV, un episodio (1961)
- Assignment: Underwater – serie TV, un episodio (1961)
- Whispering Smith – serie TV, episodio 1x01 (1961)
- Lotta senza quartiere (Cain's Hundred) – serie TV, un episodio (1961)
- The Outer Limits – serie TV, un episodio (1964)
- La leggenda di Jesse James (The Legend of Jesse James) – serie TV, un episodio (1965)
- F.B.I. (The F.B.I.) – serie TV, 2 episodi (1966-1967)
- I giorni di Bryan (Run for Your Life) - serie TV, episodio 1x27 (1966)
- Gli invasori (The Invaders) – serie TV, un episodio (1967)
- Squadra speciale anticrimine (The Felony Squad) – serie TV, episodio 1x29 (1967)
- Shadow Over Elveron – film TV (1968)
- Ironside – serie TV, 2 episodi (1971)
- Delphi Bureau (The Delphi Bureau) – serie TV, un episodio (1972)
- Hec Ramsey – serie TV, un episodio (1972)